# Duan Ju
Duan Ju (段举S, Duàn JǔP; Tientsin, 3 ottobre 1963) è un ex calciatore cinese, di ruolo centrocampista.